# Galáxia Anã de Pegasus III
A Galáxia Anã de Pegasus III é uma galáxia satélite da Via Láctea e faz parte do Grupo Local. Foi descoberta no ano de 2015. Encontra-se na constelação de Pegasus, localizada a 205 kpc da Terra. É classificada como uma galáxia anã esferoidal (dSph) o que significa que ela tem uma forma aproximadamente arredondada com um raio de cerca de 0,16 kpc.